# حلقه (ترانه جنیفر لوپز)
«حلقه» (به اسپانیایی: El Anillo تلفظ [el aˈniʝo]) ترانه‌ای ضبط‌شده توسط خواننده آمریکایی جنیفر لوپز است. این ترانه در ۲۶ آوریل ۲۰۱۸ به‌صورت فروش دیجیتال توسط سونی میوزیک لاتین منتشر شد.